# 엄마도 예쁘다
《엄마도 예쁘다》는 2010년 4월 5일부터 2010년 10월 23일까지 방영된 한국방송공사 2TV 아침드라마로, 엄마를 중심으로 4남매의 가족애를 그렸다.

## 등장 인물

### 엄마네 가족
- 故김자옥 : 이순진 역

남편 없이 혼자 힘으로 식당을 하며 억척같이 네 명의 자녀를 키웠다. 매사에 베푸는 게 편하고, 재치와 말솜씨에 이웃들과도 가깝게 지내는 푸근하고도 평범한 우리네 엄마 모습이다. 여자로서, 아내로서의 인생이 거의 없었던 그에게 이제 유일한 희망이자 남은 꿈은 네 자녀들의 행복이다.
- 김빈우 : 오정수 역

둘째, 갤러리 어시스턴트. 어려서부터 공부 잘하고 똑 부러지는 아이였다. 그림에 탁월한 재주가 있었지만 가난한 형편 때문에 미술대학은 엄두도 못 내고 야간 대학을 다니면서 갤러리 어시스턴트로 일한다. 식당 일 하는 엄마 대신, 집안 제사 음식들까지 죄다 도맡고 장애가 있는 남동생 뒷바라지에 조카까지 키우느라 꽃다운 나이에 손에 물 마를 날이 없었으니, 엄마 순진과 언니 정희에게는 친정엄마 같은 존재다.
- 장태성 : 오정철 역

셋째. 형사. 혹시 어디서 주워 온 놈 아닌가? 동네 사람들이면 누구나 하던 말이다. 불의를 보면 못 참는 불같은 성격에 참을성이 부족하다. 걸핏하면 사고를 쳐대는 통에 모든 가족들에게 “가랑잎에 불”로 통한다. 그래도 엄마한테는 매사에 낙천적으로 애교떠는 장남이며 장애를 가진 정우한테는 속정 깊은 남자다.
- 오나라 : 오정희 역

맏딸. 가정주부. 대학교수 남편, 명문외고생 딸, 강남 아파트가 인생의 최종 목적이다. 남편을 대신해 분식집, 식당 서빙, 화장품 외판원 등 안 해 본 일 없이 가정경제를 책임져 왔다. 어린 나이에 결혼을 하고 가정을 꾸려서인지 자기 가족에 대한 보호 본능이 각별하고 유별나 엄마와 동생들은 보이지 않는, 맏딸 치고는 참 철없고 자기 욕심이 지나친 아줌마다.
- 이영석 : 오정우 역

막내. 발달장애인. 반듯한 얼굴에 단정한 정장 차림으로 나서면 동네가 다 훤하다. 인물 좋고, 인상 좋은 막내 정우, 그러나 안타깝게도 정우는 발달장애를 앓고 있다. 이십대 뜨거운 청춘의 나이지만 정신 연령은 7세에 머물러 있는 동화처럼 맑고 순수한 청년. 엄마를 비롯해 모든 가족들의 웃음이자 때로는 눈물인 존재다.
- 김광영 : 주민혁 역

오정희의 남편, 대학교 원예학 강사. 청운의 꿈을 안고 상경한 개천의 용. 젊은 나이에 애 아빠가 됐음에도 불구하고 박사까지 마치고 전임강사 자리를 딴 건 순전히 정희의 악착같은 생활력 덕분이었다. 처와 처가 덕을 보았다는 괜한 자격지심을 감추려고 애써 밝고 푼수 끼 있게 편한 척 하지만 속내는 많이 불편하다.

### 갤러리
- 김동현 : 홍규탁 역

갤러리, 리조트를 소유한 자본가. 출중한 외모와 영특함을 겸비. 지위고하를 막론하고 사람들에게 친철하며 재치있는 유머로 젊은 사람들조차 감탄하게 만드는 따뜻한 로맨스그레이다. 특유의 승부욕과 성실함으로 동남아 리조트 사업가로 변신해 대대적인 성공을 이뤘다. 미국으로 건너가 갤러리 사업에 손을 대면서 신흥 미술 재벌로 급부상했다.
- 김선혁 : 홍우진 역

갤러리 기획자. 어려움 없는 집안에서 유복하게 자란 사람답게 매사에 유쾌한 유머감각에 패션 센스, 깔끔한 일처리, 직원들과의 세련된 융화까지 있다. 그는 직원들의 로망이다. 미국에 살 때 경영학을 전공하고 아버지의 권유로 예술 경영 쪽으로 전공을 틀었다. 방황하던 이십대 때 명숙의 말썽쟁이 딸 제니와 결혼해 아들 건호가 있다. 부성 강한 아버지이지만, 아내 제니의 일탈로 힘겨운 생활을 하던 중에 정수를 만났다.
- 김예랑 : 제니 역

학예사. 어린 시절 각자의 인생과 일만 중요시한 부모 밑에서 자라면서 성장기 내내 감정 기복이 심했고 충동적으로 난폭한 말썽을 부렸다. 정신적으로 불안정하지만 탁월한 예술적 재능을 타고 났다. 자기를 버린 남자 우진과 정수에게 복수하기 위해 온갖 음모를 꾸미며 냉혈한처럼 변해가는 제니. 제니는 그토록 싫어했던 지독한 엄마의 모습을 그대로 닮아간다.
- 박순천 : 김명숙 역

갤러리 관장, 홍규탁의 전 부인. 뼛속 깊은 계급주의자로 자신의 일에만 전념하고 딸 제니의 양육문제로 남편과 불화가 잦아지면서 결국 이혼했다. 이후 딸 제니가 엇나가기 시작하자 죄책감 때문에 딸이 원하는 것이라면 뭐든 들어주어야 한다는 강박을 가지게 된다. 겉으로는 친절하고 합리적인 사람인 것처럼 보이지만 철저한 엘리트주의자이며 승부에 강한 냉혈한이다. 자신의 인생에 상처나 흠집을 낸 사람은 누구도 용서할 수 없다.
- 장한음 : 홍건호 역

선혁과 제니의 아들

### 그 외 인물
- 안홍진 : 최무영 역

로마 가톨릭 사제. 성당 신도들한테 매년 인기투표 1위를 차지하는 신부님. 호남형의 외모에다 고해성사 할 때 특이한 질문으로 유명하다. 성장기에는 일탈과 방황을 일삼던 문제아였으나 사제의 길을 걸으면서 새로운 사람으로 태어났다. ‘엄마네 밥상’의 VIP 단골이며 소탈하고 편안한 사람으로 순진 가족들과도 허물없이 지낸다. 특히 발달 장애를 앓고 있는 순진의 막내 정우를 남다르게 좋아한다.
- 조양자 : 산청댁 역

엄마 이순진의 친구. 어려서 순진과 같은 고향에서 자랐다. 순진 집과 식당을 오가며 기숙하지만 입담이 야무지게 걸고 매사 낙천적이다. 매사 유쾌하게 웃고 명랑한 성격으로 관 뚜껑에 못 박기 전에는 반드시 면사포를 써 보고야 말겠다는 일생일대의 염원 때문에 내일 모레 환갑이지만 걸핏하면 장바구니 팽개치고 춤추러 다닌다.
- 김형민 : 차영준 역

갤러리 대표. 팝아트 작가. 중견 건설업체 장남. 아버지 사업을 이어주길 바라는 부모 마음과 달리 방황과 일탈을 일삼는 예술가적인 영혼의 소유자. 갤러리를 드나들면서 알게 된 정수를 좋아했지만 집안의 반대로 무산됐다. 오만하고 당당하고 유머러스한 성격으로 바람둥이 기질이 강하다. 당당하고 소유욕이 강한 만큼 정수를 쉽게 포기하지 못한다.
- 김소영 : 이윤주 역

오정우의 친구. 인생 뭐 별건가, 하루를 살아도 제대로 폼 나게 살아야지. 아버지의 가출, 뒤이은 어머니의 가출로 할머니 집에 맡겨져 살다가 얼마 전 상경한 가출 소녀. 어디로 튈지 모르며 상식, 고정관념과는 소통이 안 되는 캐릭터라 장애를 앓는 정우와 특별히 잘 통한다.
- 김원배 : 오영수 역

이순진의 남편. 20년 전 가족을 버리고 가출했던 순진의 남편. 그야말로 호적상 남편일 뿐. 20년 만에 나타나 집안의 가장이라 큰소리치며 순진의 집에 눌러앉는다. 명숙에게 돈으로 매수당하여 순진의 결혼을 방해하고 동거녀 윤자까지 순진의 집에 들이는 등 인면수심의 극치를 보여주는 인간.
- 이상숙 : 서윤자 역

오영수의 내연녀로 살림을 차려 살고 있다. 애교가 많으며 영수에 대한 집착이 엄청나다. 오래 집을 비운 영수가 순진에게 진짜로 마음이 갔거나 혹은 제 3의 여자가 생긴 게 아닐까 의심하여, 이를 빌미로 순진의 집에 쳐들어온다. 처음 본 순진을 '형님'이라 부를 정도로 넉살 좋고 뻔뻔한 걸 보면 영수와는 천생연분.
- 김덕현 : 김비서 역

홍규탁의 비서로 규탁이 의지하고 믿을 수 있는 사람. 입이 무겁고 책임감이 강하다. 후에 전무로 승진했음에도 규탁과 순진을 보필한다.

## 같이 보기
- 분홍립스틱 (MBC)
- 주홍글씨 (MBC)
- 당돌한 여자 (SBS)
- 여자를 몰라 (SBS)

| 한국방송공사 2TV 아침드라마                   | 한국방송공사 2TV 아침드라마                       | 한국방송공사 2TV 아침드라마                          |
| 이전 작품                                     | 작품명                                            | 다음 작품                                            |
| --------------------------------------------- | ------------------------------------------------- | ---------------------------------------------------- |
| 다 줄거야 (2009년 10월 12일 ~ 2010년 4월 3일) | 엄마도 예쁘다 (2010년 4월 5일 ~ 2010년 10월 23일) | 사랑하길 잘했어 (2010년 10월 25일 ~ 2011년 4월 30일) |